# Paduniella uralensis
Paduniella uralensis là một loài Trichoptera trong họ Psychomyiidae. Chúng phân bố ở miền Cổ bắc.